# Параметр (програмування)
Параметр у програмуванні — змінна, яка є частиною оголошення функції і використовується для звертання до її аргументів (значень що передаються їй при виклику).

## Формальний параметр
Формальний параметр — ідентифікатор або спеціальний символ мови програмування, що використовується під час опису підпрограми (процедури, функції). В описі функції можуть бути вказані деякі характеристики її параметрів (типи та класи значень, спосіб використання фактичних параметрів).
Тіло функції (її код) визначає сукупність дій над параметрами.

## Фактичний параметр
Фактичний параметр (у специфікації окремих мов програмування також аргумент) — значення змінної або константа, що заміщує формальний параметр під час виклику функції. В окремих мовах програмування фактичними параметрами можуть бути вирази, рядки, ідентифікатори змінних, масивів, перемикачів, процедури та функції тощо.

## Принцип роботи
Під час виконання функції замість її формальних параметрів підставляються відповідні значення фактичних параметрів. Тип, кількість і порядок слідування формальних і фактичних параметрів зазвичай мають відповідати один одному.
У деяких мовах, наприклад, С, параметри завжди передаються за значенням. У Фортрані, навпаки, передача завжди відбувається за посиланням, тобто насправді передається адреса відповідної змінної. У разі, якщо фактичним параметром є вираз, у функцію передається результат обчислення виразу. В окремих мовах існує можливість вибору способу передачі фактичних параметрів — за значенням або посиланням.

## Зноски
1. ↑  Parameter - Glossary | MDN. developer.mozilla.org. 8 липня 2024. Процитовано 23 червня 2025.
2. 1 2 3 4  ЕК1973, с. 229.